# 2642 Vésale
2642 Vésale è un asteroide della fascia principale. Scoperto nel 1961, presenta un'orbita caratterizzata da un semiasse maggiore pari a 2,4262668 UA e da un'eccentricità di 0,1836382, inclinata di 14,47363° rispetto all'eclittica.